# 27 октомври
27 октомври е 300-ият ден в годината според григорианския календар (301-ви през високосна). Остават 65 дни до края на годината.

## Събития
- 97 г. – Римският император Марк Кокцей Нерва осиновява Траян (на бюста), обявявайки го за свой приемник, с което започва периодът на осиновените императори на Рим.
- 312 г. – Римският император Константин I получава според преданието известното си Видение на кръста.
- 710 г. – Арабско нашествие в Сардиния.
- 1275 г. – Основан е холандския град Амстердам.
- 1787 г. – Наполеон е назначен за командващ на армия, създадена за нападения във Великобритания.
- 1806 г. – След разгрома на пруската армия Наполеон Бонапарт влиза триумфално в Берлин.
- 1904 г. – Открита е първата секция на Нюйоркското метро, която свързва общината на Ню Йорк и Харлем.
- 1912 г. – По време на Балканската война гръцката армия завзема Солун, където достига и Седма Рилска дивизия.

- 1914 г. – Британците загубват първия си боен кораб в Първата световна война: супердредноутът HMS Audacious (23 400 тона) (на снимката) е потопен при остров Тори, северозападно от Ирландия, от минно поле, заложено от германския въоръжен търговски крайцер Berlin. Загубата се пази в официална тайна в Британия до 14 ноември 1918 г. (3 дни след края на войната). Потъването е наблюдавано и фотографирано от пътници на Олимпик, кораб-близнак на Титаник.
- 1920 г. – Патентовани са Водните ски.

- 1920 г. – Седалището на Лигата на нациите се премества от Лондон в Женева, където през 1929 г. започва да се строи Палатът на нациите.
- 1924 г. – Основана е Узбекска ССР в рамките на СССР.
- 1961 г. – НАСА изстрелва ракетата Сатурн I, която е първият космически апарат на САЩ предназначен за извеждане на товари в околоземна орбита.
- 1971 г. – Демократична република Конго се преименува на Заир.
- 1979 г. – Държавата Сейнт Винсент и Гренадини получава независимост от Великобритания.
- 1991 г. – Туркменистан обявява национална независимост.
- 1991 г. – В Полша са проведени първите свободни демократични избори за Парламент (Сейм) след 1936 г.
- 2005 г. – След загиване на двама младежи от арабски произход в трафопост в Париж, в цяла Франция избухват триседмични бунтове на мюсюлмански имигранти.
- 2009 г. – В Париж са обявени присъдите на първа инстанция по аферата Анголагейт.

## Родени
- 1272 г. – Вацлав II, крал на Чехия и Полша († 1305 г.)
- 1561 г. – Мери Сидни, английска поетеса († 1621 г.)
- 1728 г. – Джеймс Кук, британски мореплавател, изследовател и картограф († 1779 г.)
- 1782 г. – Николо Паганини, италиански композитор († 1840 г.)
- 1827 г. – Леополд Льофлер, полски художник († 1898 г.)
- 1844 г. – Клас Понтус Арнолдсон, шведски политик, Нобелов лауреат през 1908 г. († 1916 г.)
- 1855 г. – Иван Мичурин, руски биолог и селекционер († 1935 г.)
- 1858 г. – Валдемар Датски, датски принц († 1939 г.)
- 1858 г. – Теодор Рузвелт, 26-и президент на САЩ, Нобелов лауреат през 1906 г. († 1919 г.)
- 1859 г. – Александър Теодоров-Балан, български учен († 1959 г.)
- 1874 г. – Кръстьо Пастухов, български политик († 1949 г.)
- 1878 г. – Стамен Григоров, български биолог († 1945 г.)
- 1885 г. – Владимир Чорович, сръбски историк († 1941 г.)
- 1914 г. – Дилън Томас, уелски поет († 1953 г.)
- 1922 г. – Джордж Смит, американски писател († 1996 г.)
- 1922 г. – Мишел Галабрю, френски киноартист († 2016 г.)
- 1928 г. – Мирослав Филип, чешки шахматист († 2009 г.)
- 1932 г. – Силвия Плат, американска поетеса († 1963 г.)
- 1939 г. – Джон Клийз, британски актьор
- 1948 г. – Петър Деспотов, български актьор
- 1952 г. – Роберто Бенини, италиански актьор
- 1952 г. – Франсис Фукуяма, американски философ
- 1957 г. – Глен Ходъл, английски футболист
- 1959 г. – Алик Грановский, руски музикант.
- 1966 г. – Иван Спирдонов, български националист, политик, журналист
- 1972 г. – Мария Мутола, мозамбикска лекоатлетка
- 1973 г. – Веселин Недев, български политик и предприемач
- 1978 г. – Ванеса Мей, английска цигуларка и композиторка от китайски произход
- 1981 г. – Джени Далман, финландски модел
- 1983 г. – Къванч Татлъту, турски актьор
- 1984 г. – Алекс Якоб, професионален покер състезател
- 1988 г. – Виктор Генев, български футболист

|  |  |  |  |  |

## Починали
- 1430 г. – Витовт, велик княз на Литва (* 1350 г.)
- 1439 г. – Албрехт II, австрийски принц (* 1397 г.)
- 1449 г. – Улуг Бег, монголски владетел (* 1394 г.)
- 1505 г. – Иван III, велик княз на Московското княжество (* 1440 г.)
- 1605 г. – Акбар Велики, император на Индия (* 1542 г.)
- 1845 г. – Жан Пелтие, Френски физик (* 1785 г.)
- 1914 г. – Морис Виктор Батенберг, принц (* 1891 г.)
- 1920 г. – Александър Померанцев, руски архитект (* 1848 г.)
- 1943 г. – Сейго Накано, японски политик (* 1888 г.)
- 1945 г. – Стамен Григоров, български биолог († 1878 г.)
- 1954 г. – Франко Алфано, италиански композитор (* 1875 г.)
- 1962 г. – Илия Янулов, български социолог (* 1880 г.)
- 1967 г. – Иван Джонев, български революционер (* 1882 г.)
- 1968 г. – Лиза Майтнер, австрийска физичка (* 1878 г.)
- 1975 г. – Рекс Стаут, американски писател (* 1896 г.)
- 1980 г. – Джон ван Флек, американски физик, Нобелов лауреат през 1977 г. (* 1899 г.)
- 1982 г. – Аба Лернер, американски икономист (* 1903 г.)
- 1999 г. – Рафаел Алберти, испански поет (* 1902 г.)
- 2002 г. – Светослав Лучников, български политик (* 1922 г.)
- 2005 г. – Марин Гогев, български художник (* 1934 г.)
- 2010 г. – Нестор Киршнер, президент на Аржентина (* 1950 г.)
- 2013 г. – Лу Рийд, американски музикант (* 1942 г.)

## Празници
- Световен ден на аудио-визуалното наследство, обявен от ООН
- България – Празник на град Бобов дол и на селата Акациево, Буря, Горан и Добролево
- Сейнт Винсент и Гренадини – Ден на независимостта (1979 г., от Великобритания, национален празник)
- Туркменистан – Ден на независимостта (1991 г., от СССР, национален празник)